# Semîrivka, Iavoriv
Semîrivka (în ucraineană Семирівка) este un sat în comuna Nahaciv din raionul Iavoriv, regiunea Liov, Ucraina.

## Demografie
Componența lingvistică a localității Semîrivka
     Ucraineană (100%)
Conform recensământului din 2001, toată populația localității Semîrivka era vorbitoare de ucraineană (100%).